# 512th Airlift Wing
Il 512th Airlift Wing è uno stormo associato dell'Air Force Reserve Command, inquadrato nella Fourth Air Force. Il suo quartier generale è situato presso la Dover Air Force Base, nel Delaware.

## Missione
Lo Stormo non dispone di propri velivoli, ma è associato al 436th Airlift Wing, Air Mobility Command, al quale fornisce personale di supporto per l'addestramento e la manutenzione dei C-5M e dei C-17A.

## Organizzazione
Attualmente, al settembre 2017, esso controlla:
- 512th Operations Group
  -  709th Airlift Squadron
  -  326th Airlift Squadron
  - 512th Operations Support Squadron
  - 512th Airlift Control Flight
- 512th Mission Support Group
  - 512th Force Support Squadron
  - 512th Civil Engineer Squadron
  - 512th Security Forces Squadron
  - 512th Memorial Affairs Squadron
  - 46th Aerial Port Squadron
  - 512th Logistics Readiness Squadron
  - 71st Aerial Port Squadron
- 512th Maintenance Group
  - 512th Aircraft Maintenance Squadron
  - 712th Aircraft Maintenance Squadron
  - 512th Maintenance Squadron
- 512th Aerospace Medicine Squadron